# Félix Zubizarreta
Félix Zubizarreta Ezpeleta (Bilbao, Vizcaya, España, 3 de mayo de 1894- 1943, Caracas, Venezuela) fue un futbolista español. Jugaba de delantero y su primer club fue el Athletic Club.
Fue abuelo del escritor Jon Ugutz Zubizarreta y del futbolista venezolano Iker Zubizarreta que tuvo una destacada actuación en los Juegos Olímpicos de Moscú 1980.

## Trayectoria
Zubizarreta fue un destacado delantero del Athletic Club entre 1913 y 1917. El 18 de enero de 1914, en su debut oficial, marcó cinco goles en la goleada por 12 a 0 ante el Irun Sporting, convirtiéndose así en el primer jugador en anotar cinco goles en un encuentro oficial con el equipo vasco, además de lograr el primer hat-trick en el Estadio de San Mamés que había sido inaugurado cinco meses antes.
El 2 de mayo de 1915 marcó en la final de Copa ante el RCD Espanyol (5-0). Un año más tarde anotó un triplete en la final ante el Real Madrid (4-0). En su etapa como jugador rojiblanco logró 27 goles en apenas 29 encuentros oficiales, a pesar de coincidir con otro gran goleador como Pichichi.
Posteriormente, debido a la guerra civil española, emigró a Venezuela. Falleció en Caracas a los 49 años.

## Clubes
| Club          | País   | Año       |
| ------------- | ------ | --------- |
| Athletic Club | España | 1913-1917 |

## Palmarés

### Campeonatos regionales
| Título               | Club          | País   | Año  |
| -------------------- | ------------- | ------ | ---- |
| Campeonato del Norte | Athletic Club | España | 1914 |
| Campeonato del Norte | Athletic Club | España | 1915 |
| Campeonato del Norte | Athletic Club | España | 1916 |

### Campeonatos nacionales
| Título       | Club          | País   | Año  |
| ------------ | ------------- | ------ | ---- |
| Copa del Rey | Athletic Club | España | 1914 |
| Copa del Rey | Athletic Club | España | 1915 |
| Copa del Rey | Athletic Club | España | 1916 |